# Gallia Belgica
Gallia Belgica – prowincja rzymska w Galii na terenie dzisiejszej Belgii, Holandii i północnej Francji. Jej stolicą było miasto Augusta Treverorum (obecna nazwa: Trewir), a potem Durocortorum (obecna nazwa: Reims). Podzielona później na 2 części:
- Belgica Prima, w której skład wszedł Trewir oraz m.in. Verdun, Metz i Nancy,
- Belgica Secunda, obejmująca: część Brabancji, Flandrię, Artois – czyli późniejsze Niderlandy Południowe.